# Église Saint-Thomas de New York
Pour les articles homonymes, voir Église Saint-Thomas.
L'église Saint-Thomas, située à l'angle de la 53e rue et de la Cinquième avenue à Manhattan, (New York), est une église épiscopalienne du diocèse de New York. Elle est aussi connue sous le nom de Saint Thomas Church Fifth Avenue et a été incorporée[À quoi ?] en 1824.
Il y a eu plusieurs églises successives construites au même endroit ; l'église actuelle date de 1913.
En 1895, le duc britannique Charles Spencer-Churchill et l'héritière américaine Consuelo Vanderbilt s'y marient.
L'organiste titulaire et directeur de musique est Jeremy Filsell.

## Galerie

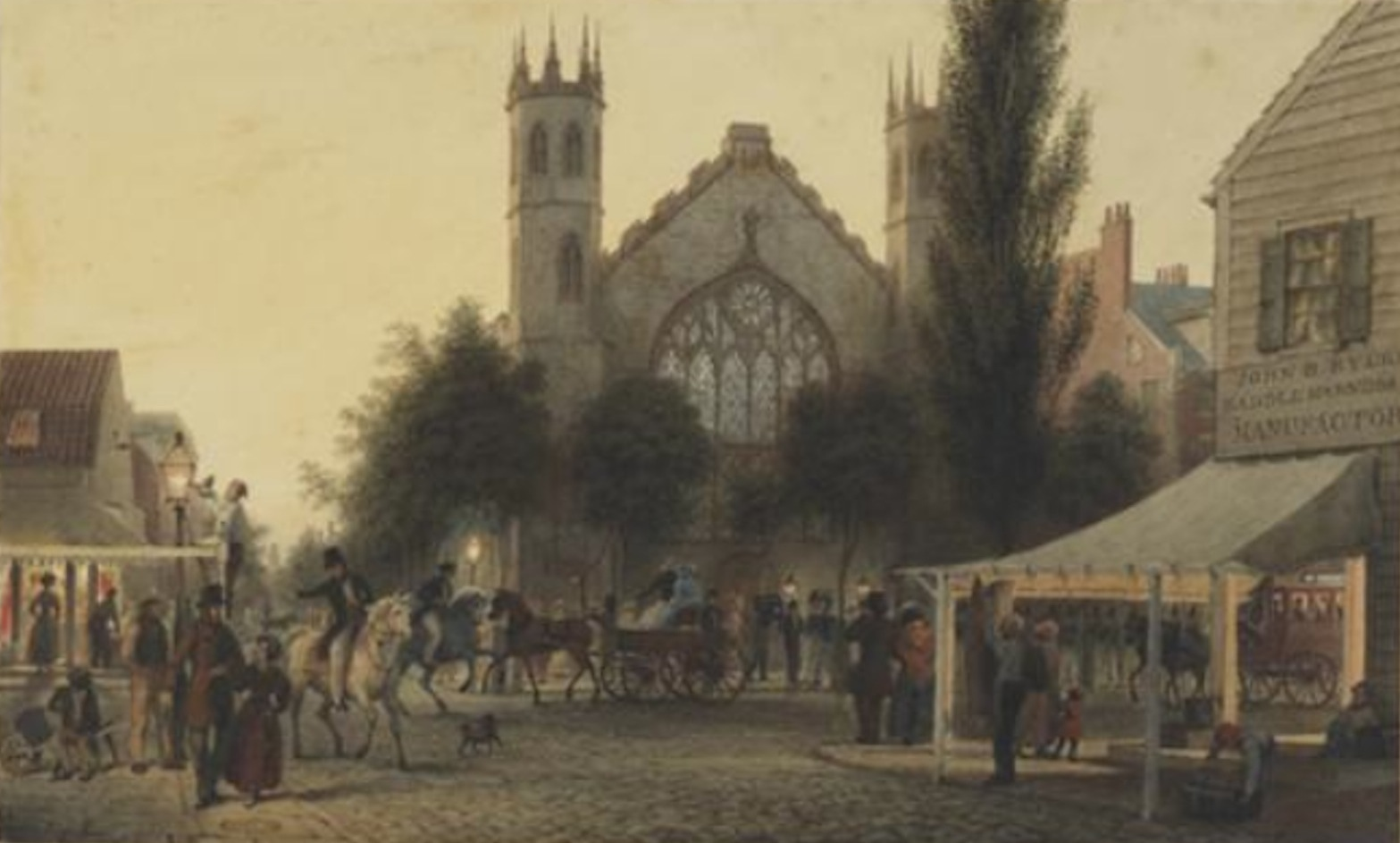
Tableau représentant l'église vers 1837.
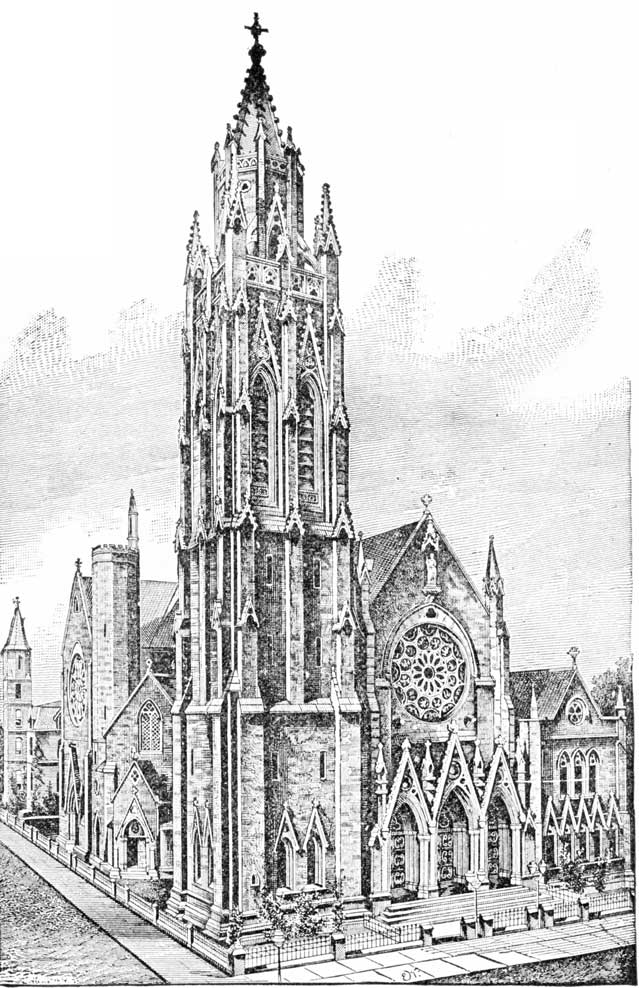
La 3e église, en 1889.
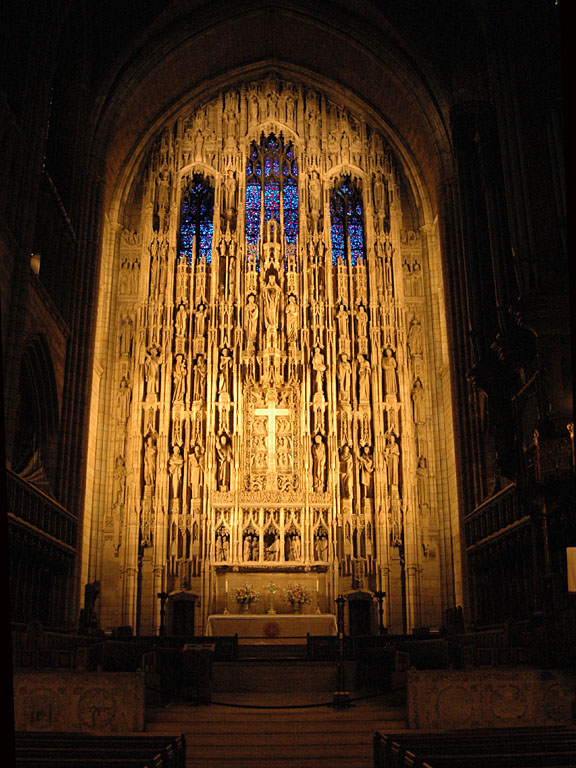
Intérieur en 2005.